# 阿久根市立大川中学校
阿久根市立大川中学校（あくねしりつおおかわちゅうがっこう）は、鹿児島県阿久根市大川にあった市立中学校。

## 概要
阿久根市にある中学校であり、各学年1学級の学校であった。

## 校区
- 大川小学校校区　全体

## 沿革
- 1947年（昭和22年）5月2日 - 阿久根町立大川小学校の校舎の一部を借用し、阿久根町立大川中学校が設置される[1]。
- 1952年（昭和27年）4月1日 - 阿久根町が市制施行し阿久根市となったのに伴い、阿久根市立大川中学校に改称。
- 1954年（昭和29年） - 現在地に移転[1]。
- 2020年 (令和２年) ３月31日 - 同市立阿久根中学校との統合により閉校。７３年の歴史に幕。最後の全校生徒は４名。